# Miguel Ángel Nadal
Miguel Ángel Nadal Homar, född 28 juli 1966 i Manacor, är en spansk före detta professionell fotbollsspelare som spelade 18 år i La Liga mellan 1986 och 2005 för RCD Mallorca och FC Barcelona. Mellan 1991 och 2002 spelade han 62 landskamper för det spanska landslaget och deltog i tre VM-turneringar (VM 1994, VM 1998 och VM 2002) och en EM-turnering (EM 1996). Med Barcelona vann Nadal bland annat ligan fem gånger (1992, 1993, 1994, 1998 och 1999), Copa del Rey två gånger (1997 och 1998) och Europacupen en gång (1992). Han vann även Copa del Rey en gång med Mallorca (2003).
Han är farbror till tennisstjärnan Rafael Nadal.